# (806) Gyldenia
(806) Gyldenia est un astéroïde de la ceinture principale découvert le 18 avril 1915 par l'astronome allemand Max Wolf.
Sa désignation provisoire était 1915 WX.
Il est nommé d'après l'astronome suédois Hugo Gyldén (en).